# Anarquismo en Paraguay
El anarquismo en Paraguay ha sido una corriente política y social que, aunque marginal en términos numéricos, ha tenido una influencia en ciertos momentos de la historia del país, especialmente durante el siglo XX.

## Inicios
Los anarquistas vinculados a los sindicatos gráficos, ferroviarios y panaderos iniciaron en 1889 la lucha por la implementación de la jornada laboral de 8 horas. El 1 de marzo de ese mismo año, los trabajadores ferroviarios declararon una huelga de gran magnitud, a la que pronto se sumaron otros sectores gremiales. Los carpinteros, por ejemplo, lograron la conquista de la jornada de 8 horas en 1901 tras una semana de huelga. 
El 21 de mayo de 1892, se publicó el primer manifiesto libertario, redactado por el grupo "Los Hijos del Chaco", quienes se autodenominaron anarcocomunistas y plantearon la abolición de la propiedad privada, del clero, del Estado y de los ejércitos. En paralelo, se organizaron diversos sindicatos de orientación libertaria, destacándose la actividad del gremio de carpinteros, que jugó un papel relevante en la estructuración del movimiento. Para el año 1900, el anarquista italiano Pietro Gori, quien se encontraba temporalmente en Argentina, redactó el estatuto del sindicato de albañiles, consolidando así la organización sindical de inspiración anarquista en la región.
Los inmigrantes españoles y argentinos desempeñaron un papel crucial en la propagación del ideario anarquista en Paraguay, actuando como agentes de difusión y organización del movimiento.

## sigloXX
La Federación Obrera Regional Paraguaya fue fundada el 22 de abril de 1906, bajo el modelo de la exitosa FORA. Se declaró opuesta a todos los partidos políticos, proponiendo como objetivo luchar por la Federación de Asociados y Productores Libres. Su vocero era el periódico El Despertar (periódico). Los anarquistas en Paraguay tuvieron una importante presencia entre los campesinos, llegando a organizar Sociedades en Resistencia armada para enfrentar a los terratenientes.
Rafael Barret fue la figura descollante del movimiento; desde su revista Germinal describió la tragedia social del obrero paraguayo, denunció la explotación inhumana a que estaban sometidos los campesinos, practicando un periodismo de investigación adelantado para su época. Entre sus artículos destacan: "Lo que son los yerbales", "El terror argentino", "Mi anarquismo", "La Elocuencia", "El dolor paraguayo", etc. Llegó a Paraguay en 1904 procedente de Argentina, como corresponsal del diario El Tiempo. En 1908 se vio obligado a exiliarse en Montevideo; murió de tuberculosis en 1910. En las letras libertarias destacó también Leopoldo Ramos Giménez, escritor y poeta. 
Otro personaje de la cultura paraguaya de renombre fue Ignacio Núñez Soler, un destacado anarquista y artista plástico paraguayo.En 1916 fundó junto con Leopoldo Ramos Giménez, Modesto Amarilla, Manuel Núñez y otros una entidad obrera denominada Primero de Mayo, cuya insignia social era una Bandera negra, símbolo clásico e histórico del anarquismo universal. Sobre la base de esta organización se creó luego el Centro Obrero Regional del Paraguay (CORP)que organizó filiales en casi todas las ciudades y pueblos de la república y contó con algunos voceros como: El Combate aparecido en 1919, Renovación, Protesta Humana y Prometeo; este último apareció en el año 1914 y era dirigido por Leopoldo Ramos Giménez.
Durante la primera década del siglo XX se editaron los periódicos La Rebelión, La Tribuna y Hacia el Futuro. Entre 1920 y 1926 se publicó Renovación. La FORP y el grupo Combate publicaban folletos de Rafael Barret, el más importante periodista anarquista durante aquellos años en la cuenca del Plata y de otros autores. Los anarquistas fundaron en 1928 la Alianza Nacionalista Revolucionaria, cuya estrategia era la implantación de una República Comunera y la Unión Federalista de los Pueblos de América Latina. El 20 de febrero de 1931 un grupo obrero-estudiantil liderado por Obdulio Barthe tomó la ciudad de Encarnación declarándola "comuna revolucionaria", bajo la dirección de las asambleas populares. Esto era tan solo una etapa de un plan para iniciar una revolución socialista libertaria en todo el territoriodel Paraguay. En este episodio participaron los anarquistas Félix Cantalicio Aracuyú, Ramón Durán, Ciriaco Duarte, Juan Verdi, etc.

Los anarquistas se diferenciaron también de las otras tendencias porque planteaban nuevos problemas, como el modo de vida, expresado, por ejemplo, en un manifiesto a los trabajadores paraguayos: “Queremos que el amor sea libre y no como sucede en la actualidad que se unen para toda la vida seres que jamás se han amado (...) también queremos, puesto que no nacemos por la voluntad de nuestros padres, que los hijos sean de la gran familia humana”. Los anarquistas prosiguieron de manera consecuente la crítica a la mistificación religiosa que habían iniciado los liberales desde el siglo XIX y que la burguesía en el poder había atenuado en aras de una convivencia con la iglesia católica, de gran influencia en América Latina.
Luis Vitale

## sigloXXI
En Paraguay ha tardado mucho más que en otros países de América Latina el resurgimiento del anarquismo tras su declive a nivel internacional a mediados del siglo XX. Posiblemente su condición como región mediterránea, la derechización radical ocurrida en la sociedad a raíz de la guerra del Chaco y la seguidilla de dictaduras militares prolongó aún más este proceso. No obstante a partir de los primeros años del nuevo siglo comienza a notarse una suerte de florecimiento de tendencias anarquistas en grupos de contracultura punk e individuos afines a las luchas sociales y culturales. 
Podemos citar la aparición esporádicas de okupas como "La Terraza" y "Ñande" (okupa de malabaristas y payasos) el centro social anarquista "La Comuna de Emma Chana Y todas las demás" (las tres de un periodo de duración de 2 años como máximo hasta su disolución) y de ediciones de fanzines como Autonomía Zine, Diatriba, la revista Periférica, Grito Fanzine, Abstruso, Kupi'i fanzine y el periódico de agitación Sin Permiso. Los grafitis en las paredes capitalinas y la presencia de banderas anarquistas en marchas y manifestaciones los últimos años demuestra el despertar de cierto interés en individuos hacia tendencias libertarias que empiezan a interactuar con grupos de izquierda y sectores sociales.